# Michael Pink

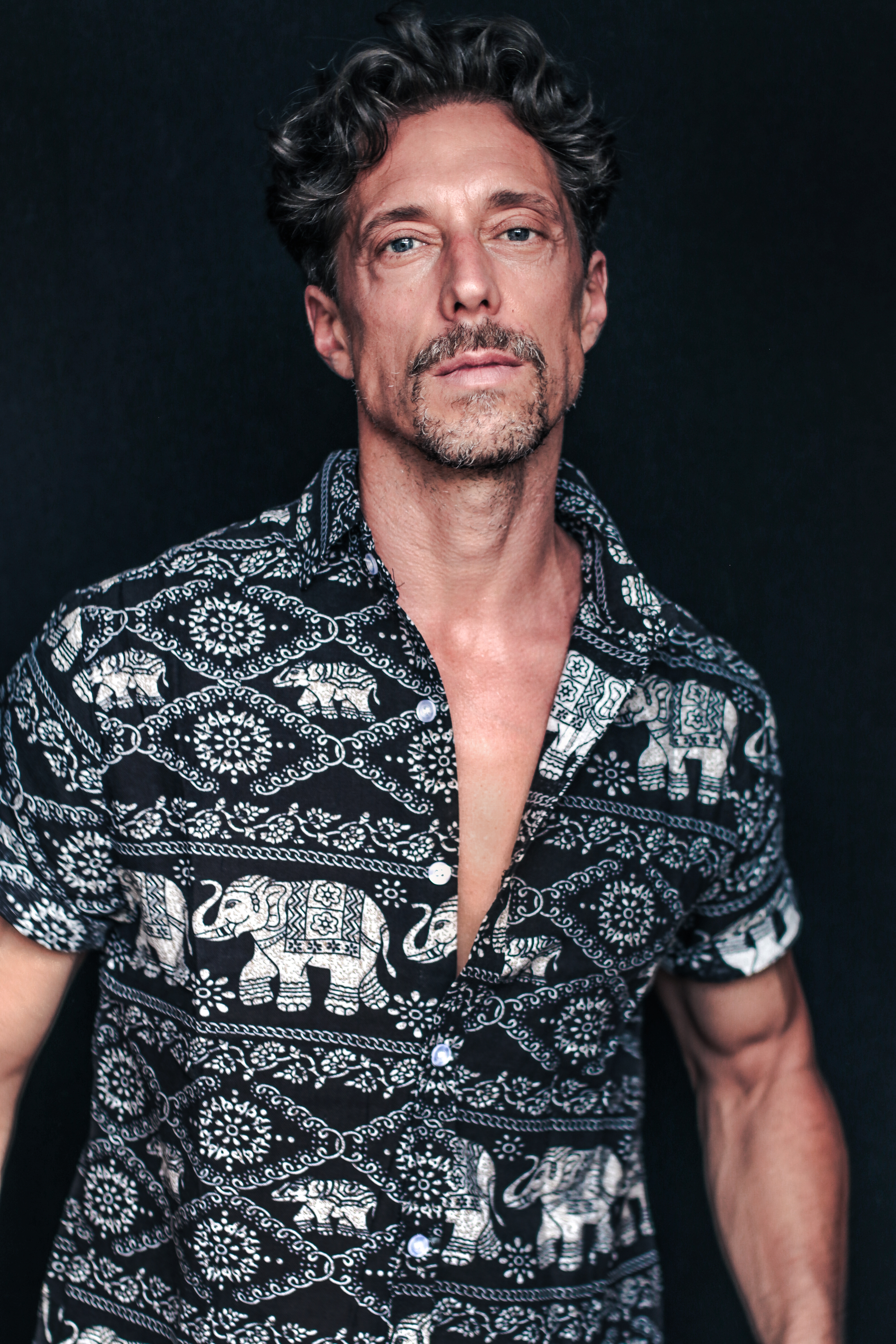
Michael Pink (2021)

Michael Pink (* 18. Februar 1977 in Friesach, Kärnten) ist ein österreichischer Schauspieler, Sänger und Synchronsprecher.

## Leben
Pink studierte von 1998 bis 2001 Schauspiel und Gesang am Wiener Franz Schubert Konservatorium. Seither hatte er zahlreiche Theater- (u. a. Burgtheater (Kasino), Schauspielhaus Wien, Theater Drachengasse, Tiroler Landestheater Innsbruck) und Film- und Fernsehengagements (u. a. Tatort- Reihe, Die beste aller Welten, Aeon Flux, James Bond 007: Skyfall, The Voices, Ferdinand von Schirach – Glauben, Das schaurige Haus, Now or Never). 2014 bis 2016 spielte er als Richard III. in dem Theaterstück Die unglaubliche Tragödie von Richard III. im Globe Wien an der Seite von Michael Niavarani.
In den Produktionen Die beste aller Welten (u. a. Internationale Filmfestspiele Berlin 2017 – Kompass-Perspektive-Preis, Diagonale 2017 – Publikumspreis, First Steps 2017 – Bester Langspielfilm, Prädikat „besonders wertvoll“), Snowchild (2012 im Wettbewerb des Filmfestival Max Ophüls Preis) und Mindtrap, wirkte Pink nicht nur als Schauspieler mit, sondern steuerte als Komponist und Interpret auch Songs zum Soundtrack der Filme bei (darunter auch der Titelsong Fia Di in Die beste aller Welten).
Pink ist außerdem Synchronsprecher (u. a. lieh er James Franco, Billy Zane, Billy Boyd, Georg Newbern und Al Weaver seine Stimme). Außerdem ist er für Dokumentationen (u. a. Geo 360 Grad, Metropolis), Computerspiele (u. a. Forza Horizon, Assassin’s Creed, Far Cry, Final Fantasy (Estinien), Kingdome Come oder auch als Daffy Duck in „Duck Amuck“ und „Looney Tunes“) und Hörspiele (u. a. als Inspector Dash in den Hörspiel-Reihen „Sherlock Holmes – die neuen Fälle“ und „Inspector Lestrade“) tätig. Des Weiteren spricht er die Haupt- und Titelrolle des Buddy Thunderstruck in der gleichnamigen Netflix-Serie Buddy Thunderstruck. In der ZDF-Fernsehserie „Die Deutschen II“ (2010) spielte er den Stauferkaiser Friedrich II: in der Folge „Friedrich II. und der Kreuzzug“.

## Ehrungen und Auszeichnungen
- 2021: Österreichischer Filmpreis: beste männliche Nebenrolle für „Das schaurige Haus“ (Nominierung)
- 2020: Actors Awards Los Angeles: Best Ensemble für „Wienerland“ (Winner)
- 2018: Österreichischer Filmpreis: beste männliche Nebenrolle für „Die beste aller Welten“ (Nominierung)
- 2018: Discover Film Festival London: Best Actor für „Fucking Drama“ (Winner)
- 2019: Lift Off Season Award 2019 London: Best Actor für "Fucking Drama (Winner)
- 2019: Jelly Filmfestival 2019: Best Actor für „Fucking Drama“ (Winner)

## Filmografie (Auswahl)
- 2003: Brüder II
- 2005: Æon Flux
- 2005: Verfolgt
- 2007: Einmal Dieb, immer Dieb
- 2007: Dunkle Zeiten
- 2007: SMS Szent István, Torpedos im Morgengrauen
- 2007: Umbra Mortis
- 2008: Crashpoint – 90 Minuten bis zum Absturz
- 2009: Tatort – Tote Männer
- 2009: Notruf Hafenkante (Fernsehserie, Folge Heißer Abriss)
- 2009: FC Rückpass
- 2010: Ein starkes Team: Dschungelkampf (Fernsehreihe)
- 2010: Dr. Ketel – Der Schatten von Neukölln
- 2010: Snowchild
- 2011: Tatort – Der illegale Tod
- 2012: James Bond 007: Skyfall
- 2013: The Voices
- 2013: Und Äktschn!
- 2013: Tom Turbo – Von 0 auf 111
- 2014: Tatort – Todesspiel
- 2014: Winnetous Weiber
- 2015: Nele in Berlin (Fernsehfilm)
- 2015: Kommissar Marthaler – Engel des Todes
- 2015: SOKO Kitzbühel –  Die Firestarter
- 2015: Wienerland
- 2016: Richard III
- 2016: Fucking Drama
- 2016: Chained
- 2017: Die beste aller Welten
- 2017: Jemand – Niemand
- 2017: Rien ne va plus
- 2018: Berlin, I love you!
- 2018: Das Mensch
- 2019: Now or Never
- 2019: SOKO Kitzbühel: Goldrausch (Fernsehserie)
- 2019: SOKO Donau: Ein Akt der Gewalt (Fernsehserie)
- 2020: Morden im Norden: Kein Geld der Welt (Fernsehserie)
- 2020: Das schaurige Haus
- 2020: Landkrimi – Waidmannsdank
- 2020: Tatort: Unten (Fernsehreihe)
- 2021: Die Toten von Salzburg – Schwanengesang
- 2021: The Ordinaries von Sophie Linnenbaum
- 2021: Ferdinand von Schirach – Glauben
- 2021: Friesland: Bis aufs Blut
- 2022: Wilsberg: Ungebetene Gäste
- 2022: Family Dinner
- 2022: Die Kanzlei (Fernsehserie, Folge Der  Wert des Lebens)
- 2023: Ein starkes Team: Kurierfahrt in den Tod
- 2023: Schnell ermittelt (Fernsehserie, Folgen Heidi Hofreiter und Niklas Neumann)
- 2023: Am Ende – Die Macht der Kränkung (Fernsehserie)
- 2023: Mandy und die Mächte des Bösen (Fernsehserie)
- 2023: Der Bremerhaven-Krimi – Tödliche Fracht
- 2024: Andrea lässt sich scheiden
- 2024: SOKO Linz (Fernsehserie, seit Folge "Signature Styles")
- 2025: Happyland